# Pleurostachys muelleri
Pleurostachys muelleri är en halvgräsart som beskrevs av Johann Otto Boeckeler. Pleurostachys muelleri ingår i släktet Pleurostachys och familjen halvgräs. Inga underarter finns listade i Catalogue of Life.